# Vilanovense Futebol Clube
Maillots
Le Vilanovense Futebol Clube est un club de football portugais qui évolue en III Divisão (quatrième division). Il est basé à Vila Nova de Gaia.
Le club a passé plusieurs saisons en Segunda Divisão (troisième division).